# Вампир у Бруклину
Вампир у Бруклину (енгл. Vampire in Brooklyn) је амерички хорор филм из 1995. године, режисера Веса Крејвена, са Едијем Марфијем и Анџелом Басет у главним улогама. Сценарио је писао Марфијев старији брат, Чарли Марфи, а филм садржи и елементе комедије. Иако је филм имао већи буџет од свих претходних Крејвенових филмова, сматра се једним од најлошијих филмова у његовој редитељској каријери.
Ово је био последњи филм који је Марфи радио под ексклузивним уговором са продукцијском кућом Парамаунт пикчерс. Ова саредња је почела 1982. филмом 48 сати, а обухватала је и франшизу Полицајац са Беверли Хилса (1984−1994). Марфи је у интервјуу о филму изјавио да је одувек желео да игра зликовца и пошто је велики фан хорор филмова и Веса Крејвена, био је срећан што му се указала прилика да сарађује са њим.
Филм је добио углавном негативне критике и није успео да испуни очекивања студија у погледау зараде. Међутим, након неколико година Вампир у Бруклину је добио на популарности, стекао је своју публику и данас се сматра култним класиком.

## Радња
Брод са мртвом посадом стиже у Бруклин. Али неко силази са њега и наставља убиства на копну. Ради се о карипском вампиру по имену Максимилијан. Он је у потрази за посебном женом, која је полу-вампир. Детективнка Рита Ведерс истражује убиства, а Максимилијан мисли да је она жена коју тражи.

## Улоге
| Глумац         | Улога                |
| -------------- | -------------------- |
| Еди Марфи      | Максимилијан / Гвидо |
| Анџела Басет   | детектив Рита Ведер  |
| Ален Пејн      | Антон Аркан          |
| Кадим Хардисон | Џулијус Џоунс        |
| Џон Видерспун  | Сила Грин            |
| Закес Моке     | др Зико              |
| Џоана Касиди   | капетан Дјуи         |
| В. Ерл Браун   | полицајац            |
| Симби Кали     | Ники                 |